# Rugby a 15 nel 1958
Il 1958 è, per il Rugby a 15, un anno intenso con, tra l'altro:
- Il disastroso tour dei Wallabies australiani in Europa
- Lo storico tour dei Barbarians in Sud Africa
- Il tour vittorioso della Francia in Sud Africa

## Attività internazionale

### Altri test
| Bruxelles 23 febbraio 1958 | Belgio | 3 – 16 | British Army |  |

| Nantes 30 marzo 1958 | Francia XV | 6 – 6 | Germania |  |

| Hannover 17 aprile 1958 | Germania Ovest | 0 – 11 | Cecoslovacchia |  |

| Amsterdam 20 aprile 1958 | Paesi Bassi | 13 – 9 | Belgio |  |

| Liegi 1º maggio 1958 | Romania | 14 – 12 | Spagna |  |

| Charleroi 3 maggio 1958 | Belgio | 5 – 11 | Spagna |  |

| Bruxelles 4 maggio 1958 | Romania | 9 – 0 | Germania Ovest |  |

| Norrköping 26 settembre 1958 | Svezia | 5 – 5 | Danimarca |  |

| Brandeburgo 12 ottobre 1958 | Germania Est | 5 – 5 | Romania |  |

| Krasnojarsk 20 ottobre 1958 | Polonia | 3 – 11 | Germania Ovest |  |

| Eindhoven 16 novembre 1958 | Paesi Bassi | 0 – 24 | Germania Ovest |  |

| luglio 1958 | Germania Est | 32 – 8 | Paesi Bassi |  |

| Łódź luglio 1958 | Polonia | 9 – 8 | Germania Est |  |

| Kampala luglio 1958 | Uganda | 11 – 21 | Kenya |  |

| Bangkok luglio 1958 | Thailandia | 19 – 5 | Malaysia |  |

## La Nazionale italiana
Dopo Farinelli, anche Fereoli lascia dopo un anno e viene sostituito da Sergio Barilari che si affianca a Aldo Invernici e Umberto Silvestri. Nel corso dell'anno Silvestri lascerà il posto a Mario Battaglini e al torinese Casalegno. Ad essi si aggiungerà per un breve stage anche il francese Pierre Poulain, allenatore del Racing Parigi, che porterà al titolo di campione di Francia nel 1959.
La nazionale segna un declino di risultati come dimostra il tour novembrino in Inghilterra ed Irlanda, malgrado la buona difesa contro la Francia e la vittoria con la Romania.
| Arbitro: | Gilmore |

|                     |           |                                                        |
| 11' c.p. Lanfranchi | Marcatori | 8' m. Danos 17' m. Mommejat tr. Vannier 65' cp Vannier |

| Arbitro: | Durand |

|                              |           |               |
| 6' cp Barbini 34' cp Barbini | Marcatori | 7' cp Jonescu |

## I Barbarians
Nel 1958 la squadra ad inviti dei Barbarians ha disputato i seguenti incontri, compreso uno storico tour in Sud Africa.
| Northampton 6 marzo 1958 | East Midlands | 14 – 16 | Barbarians |  |

| Leicester 26 dicembre 1958 | Leicester Tigers | 9 – 3 | Barbarians | Welford Road |

## Campionati nazionali
| Sudafrica            | Currie Cup               | Non assegnata     |
| Nuovo Galles del Sud | Shute Shield             | Gordon            |
| Argentina            | Camp. Buenos Aires       | Buenos Aires F.C. |
|                      | Argentino 1958           | Capital           |
| Francia              | Campionato               | Lourdes           |
|                      | Challenge Yves du Manoir | Mazamet           |
| Inghilterra          | Campionato delle Contee  | Warwickshire      |
| Italia               | Campionato               | Fiamme Oro Padova |
| Romania              | Campionato               | Grivitza Rose     |
| Spagna               | Copa del Rey             | UE Santboiana     |
| Canada               | Interprovinciale         | British Columbia  |